# Šimonka
Šimonka, culminant à 1 092 mètres d'altitude, est un sommet des monts de Slanec dont il est le point culminant dans les Carpates occidentales de Slovaquie.